# 29 Herculis
29 Herculis (h Herculis) é uma estrela na direção da Hercules. Possui uma ascensão reta de 16h 32m 36.40s e uma declinação de +11° 29′ 17.6″. Sua magnitude aparente é igual a 4.84. Considerando sua distância de 317 anos-luz em relação à Terra, sua magnitude absoluta é igual a −0.10. Pertence à classe espectral K4III.